# Torrent de la Font del Boix (Bertí)
El Torrent de la Font del Boix, és un torrent que discorre pels termes de Sant Quirze Safaja, al Moianès, de Sant Martí de Centelles, a Osona, i del Figueró, al Vallès Oriental.
Es forma a l'extrem nord del Serrat de les Escorces, al nord del Puigfred, a llevant d'un collet a prop i a llevant de la Font del Pollancre, des d'on davalla cap al nord-est. Passa a prop i al nord de la Font del Boix, fins que arriba a prop i al sud-oest dels Camps de Bellavista, també al sud-oest de Bellavista Vella, al damunt de la cinglera dels Cingles de Bertí. En aquest lloc gira cap a l'est, per després decantar-se cap al sud-est, salta la cinglera, i entra en els Sots, passant al nord del Bosc Negre. Al cap de poc s'aboca en el torrent del Bosc Negre.

## Etimologia
Es tracta d'un topònim romànic de caràcter descriptiu: pren el nom de la Font del Boix, prop de la qual passa.